# Tabontebike (Kuria)
Tabontebike ist ein Ort auf der südlichen Insel des Kuria-Atolls in den zum Inselstaat Kiribati gehörenden Gilbertinseln im Pazifischen Ozean mit einer Landfläche von 0,28 km². 2020 hatte der Ort 60 Einwohner.

## Geographie
Tabontebike liegt an der Westküste der Südinsel des Atolls Kuria. Nördlich schließt sich der Hauptort Bouatoa an, südlich befindet sich Buariki.

## Klima
Das Klima ist tropisch heiß, wird jedoch von ständig wehenden Winden gemäßigt. Ebenso wie die anderen Orte des Kuria-Atolls wird Tabontebike gelegentlich von Zyklonen heimgesucht.